# Hendrik III van Mecklenburg
Hendrik III van Mecklenburg bijgenaamd de Ophanger (circa 1337 - Schwerin, 24 april 1383) was van 1379 tot aan zijn dood hertog van Mecklenburg. Hij behoorde tot het huis Mecklenburg.

## Levensloop
Hendrik III was de oudste zoon van hertog Albrecht II van Mecklenburg en diens echtgenote Euphemia, zus van koning Magnus IV van Zweden.
In 1379 volgde hij zijn vader op als hertog van Mecklenburg. Tijdens zijn bewind trad hij hard op tegen straatrovers en hing hij hen vaak in hoogsteigen persoon op aan de dichtste boom. Dit leverde hem de bijnaam de Ophanger op.
In 1383 raakte Hendrik III ernstig gewond bij een riddertoernooi in Wismar, waarna hij in het kasteel van Schwerin aan zijn verwondingen bezweek. Hij werd bijgezet in de Munster van Bad Doberan en als hertog van Mecklenburg opgevolgd door zijn zoon Albrecht IV en zijn jongere broer Magnus I.

## Huwelijken en nakomelingen
In 1362 huwde Hendrik III met Ingeborg (1347-1370), dochter van koning Waldemar IV van Denemarken. Ze kregen vier kinderen:
- Albrecht IV (1362-1388), hertog van Mecklenburg
- Maria (1363-1402), huwde in 1380 met hertog Wartislaw VII van Pommeren
- Euphemia (overleden in 1416), huwde in 1377 met heer Johan V van Werle
- Ingeborg (1368-1408), abdis in het Clarissenklooster van Ribnitz

Na de dood van zijn eerste echtgenote hertrouwde hij op 26 februari 1377 met Mathilde, dochter van heer Bernhard II van Werle. Dit huwelijk bleef echter kinderloos.